# Geografia Târgu-Mureșului
Geografia Târgu-Mureșului cuprinde toate subiectele referitoare la așezarea localității și modul în care a evoluat de-a lungul istoriei din perspectiva teritoriului. Astfel orașul Târgu Mureș este amplasat la intersecția a trei zone geografice: Câmpia Transilvaniei, Valea Mureșului și Valea Nirajului, la o altitudine de aproximativ 320 m față de nivelul mării. Ridicat inițial pe terasa inferioară de pe stânga râului Mureș, orașul s-a dezvoltat de-a lungul timpului ocupând și povârnișurile și dealurile din apropiere. În prezent municipiul se întinde pe ambele părți al cursului râului Mureș și pe dealul Cornești și dealul Nirajului.

## Clima
Pentru mai multe detalii, vezi și clima județului Mureș.
Clima municipiului Târgu Mureș este plăcută, de tip continental moderată cu veri călduroase și ierni aspre. Este influențată de vecinătatea Munților Gurghiu, iar toamna și iarna resimte și influențele atlantice de la vest. Trecerea de la iarnă la primăvară se face, de obicei, la mijlocul lunii martie, iar cea de la toamnă la iarnă în luna noiembrie. Verile sunt călduroase, iar iernile în general sunt lipsite de viscole. Temperatura medie anuală din aer este de cca 8,2 °C. Temperatura medie în ianuarie este de - 3 °C, iar cea a lunii iulie, de 19 °C. Temp. minimă absolută a fost de - 34,5 °C (înregistrată în ianuarie 1963), iar maxima absolută, de 38,5 °C (înregistrată în august 1952). Media precipitațiilor anuale atinge 663 mm, cea mai ploioasă lună fiind iunie (99 mm), iar cea mai uscată, februarie (26 mm). În ultimii ani, se observă faptul că iernile devin din ce în ce mai blânde, cu temperaturi care rareori scad sub - 15 °C și cu zăpadă din ce în ce mai puțină. Verile sunt din ce în ce mai calde, crescând numărul de zile tropicale (în care maxima depășește 30 °C). Temperaturile sunt cuprinse între următoarele valori extreme: -32,8 °C și +39 °C.

## Hidrografie
Pentru detalii, vezi: Mureș și Pocloș
Localitatea se întinde mai accentuat pe partea stângă al râului Mureș, care izvorăște din Munții Hășmașu Mare, străbate Depresiunea Gurghiului și defileul Toplița - Deda ca să ajungă la Târgu Mureș. Râul a fost de-a lungul istoriei o sursă de energie. Din inițiativa primarului Dr. György Bernády conducerea orașului, pe vremea când orașul făcea parte din Austro-Ungaria, a alocat fonduri semnificative pentru construirea Canalului de Turbină și amplasarea unei turbine cu scopul de a crea energie electrică pentru orașul în dezvoltare. Tot atunci s-au pus bazele sistemului de alimentare cu apă și canalizare în localitate. În prezent, compania Aquaserv S.A. din Târgu Mureș este operatorul licențiat din regiune, fiind câștigătorul unor proiecte ale Uniunii Europene.
Pocloșul (în maghiară Poklos patak) devine din unirea pârâurilor din Sânișor și Corunca. Străbătând orașul ajunge la Canalul Turbinei, apoi în râul Mureș. Denumirea română provine de la numele maghiar al pârâului, care este de fapt un adjectiv și înseamnă infectat. Termenul face conotație la fenomenele prezente și astăzi, când în verile cu temperaturi ridicate se simte un miros specific. Lângă Poklos în localitate se găsesc încă două pârâuri mai importante, Vulpele (în maghiară Róka patak) izvorând din Viile Dealului Mic și Budiul (în maghiară Bodon patak) din Budiul Mic.
Cultura apei din Târgu Mureș s-a manifestat prin înființarea fântânelor publice care au devenit adevărate opere de artă. Fântâna Cântătoare, cel mai import astfel de monument, a fost așezat pe piața centrală din oraș, unde se află astăzi biserica ortodoxă. Opera meșterului Péter Bodor a fost ridicată în stil neoclasicist între anii 1810-1811, iar pe cupola fântânii se afla statuia lui Neptun. Construcția avea un mecanism bazat pe energia apei care în fiecare dimineață la ora șase și în fiecare seară tot la ora șase cânta melodii, cum ar fi Cântecul lui Rákóczi. Potrivit articolelor de ziar în iarna anului 1836 a fost o furtună puternică în oraș, în timpul căreia statuia lui Neptun a căzut jos. Putem presupune că acest fapt a condus la deteriorarea mecanismul care a făcut posibil redarea sunetelor. Astfel s-a născut mitul lui Bodor în cadrul populației, care susținea că artistul refuzat de iubita sa, a coborât jos în fântână și a stricat mecanismul. Mitul fântânului a devenit o senzație în Ungaria, iar în perioada interbelică, în anul 1935 a fost așezat o copie identică la Insula Margit din Budapesta.

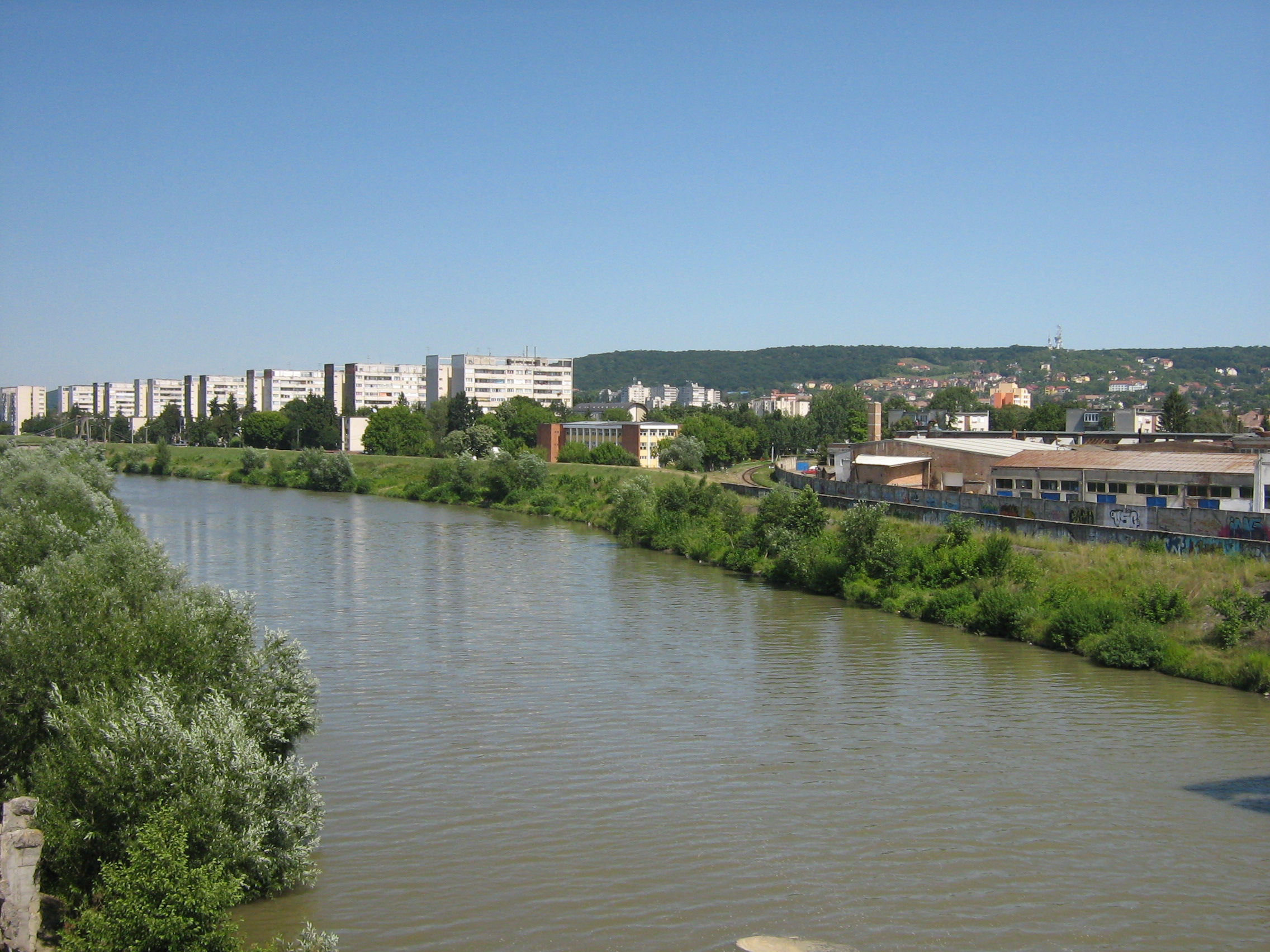
Malul Mureșului
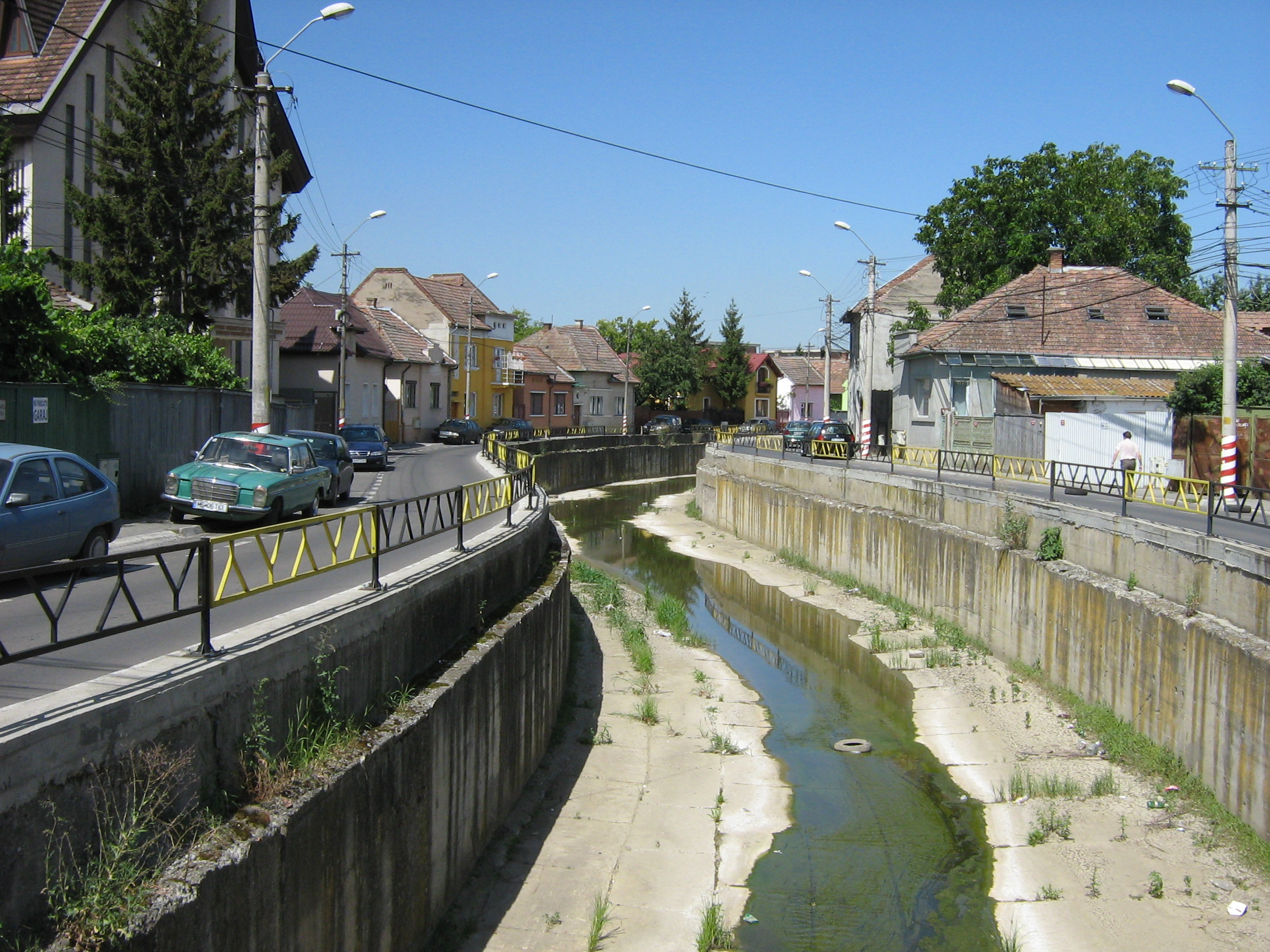
Pârâul Pocloș
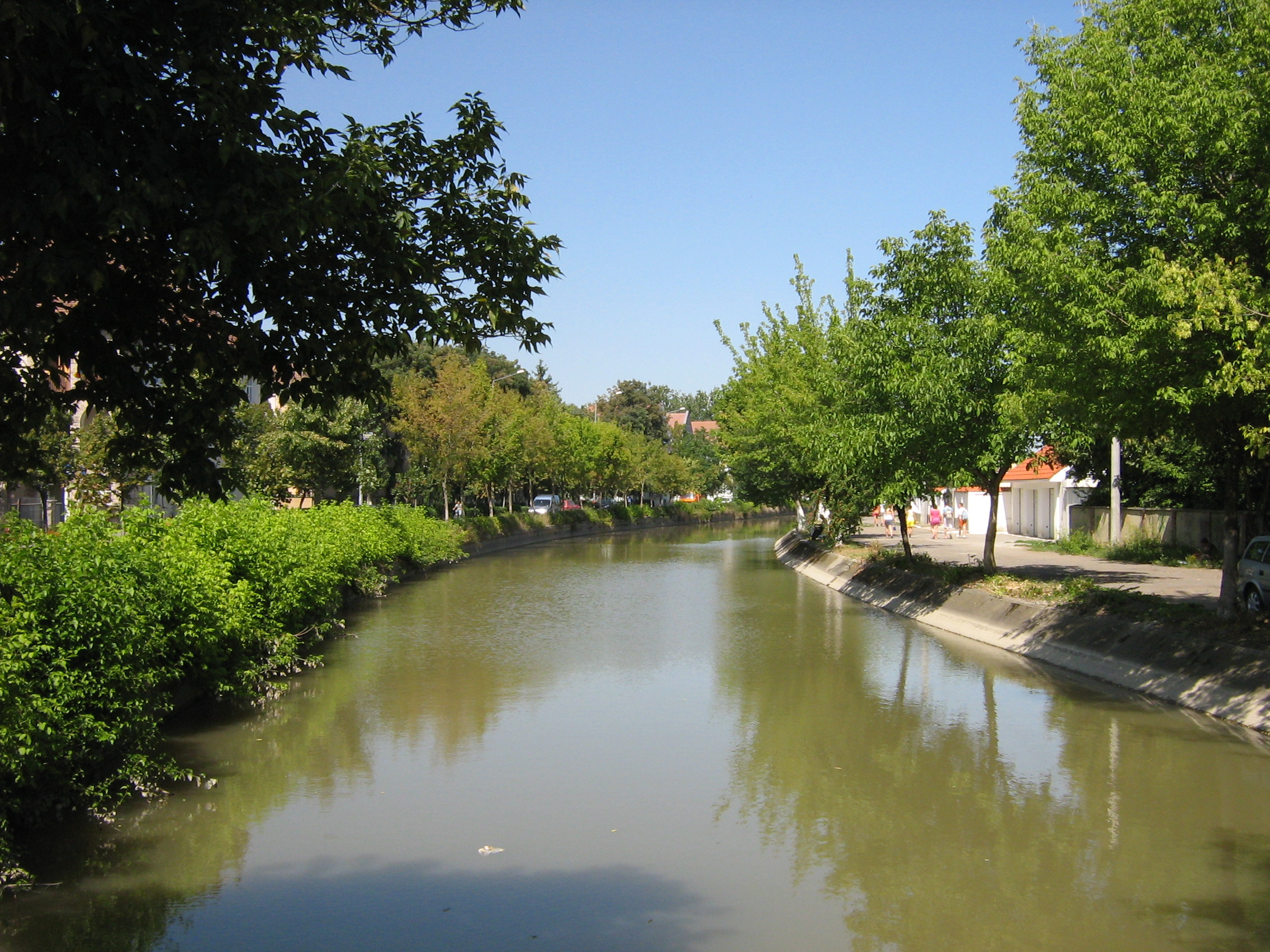
Canalul de Turbină

## Relief
Municipiul Târgu Mureș este așezat pe terasele râului Mureș. Dintre toate acestea Platoul Cornești (în maghiară Somostető) este cea mai înaltă cotă a orașului fiind situat la 488 m deasupra Mării Negre și la 197 m deasupra localității. Astfel teritoriul se caracterizează printr-un relief colinar fragmentat de văi largi și dealuri înalte. În mod tradițional geneza orașului istoric a avut loc pe terasele mai joase, apoi din motive agroalimentare au devenit cultivate pământuile din dealuri. În perioada postbelică, când au fost începute construcțiile cartierelor, autoritățile au preferat terasele mai înalte. Decizia lor a fost bună, fapt demonstrat de inundația giantică din mai 1970, când au fost precipitații de 100-120 mm în Munții Călimani, Gurghiu și Harghita încă acoperită de zăpadă. Blocurile de zece etaje proaspăt construite pe Aleea Carpații, lângă râul Mureș au devenit parțial ocupate de apele.

## Împărțirea administrativă
Suprafața totală a orașului este de 66,96 km² și are 203,1 km rețea de transporturi auto, 175 km străzi, 236 km rețea canalizare publică, 225 km rețea apă potabilă și 197 km rețea de gaze naturale. Fondul funciar este de 4.930 ha din care 2.690 ha în intravilan, iar 2.240 ha în extravilandin. Suprafața totală a spațiilor verzi este de 223,4 ha.
Fondul total de locuințe este 57.070 împărțite în următoarele cartiere: Ady Endre, Aleea Carpați (fostul Hungária), Budai Nagy Antal, Centru, Cornișa, Dâmbul Pietros, Cartierul Gării, Libertății, Livezeni, Mureșeni, Substejăriș, Tudor Vladimirescu, Valea Rece și Unirii.

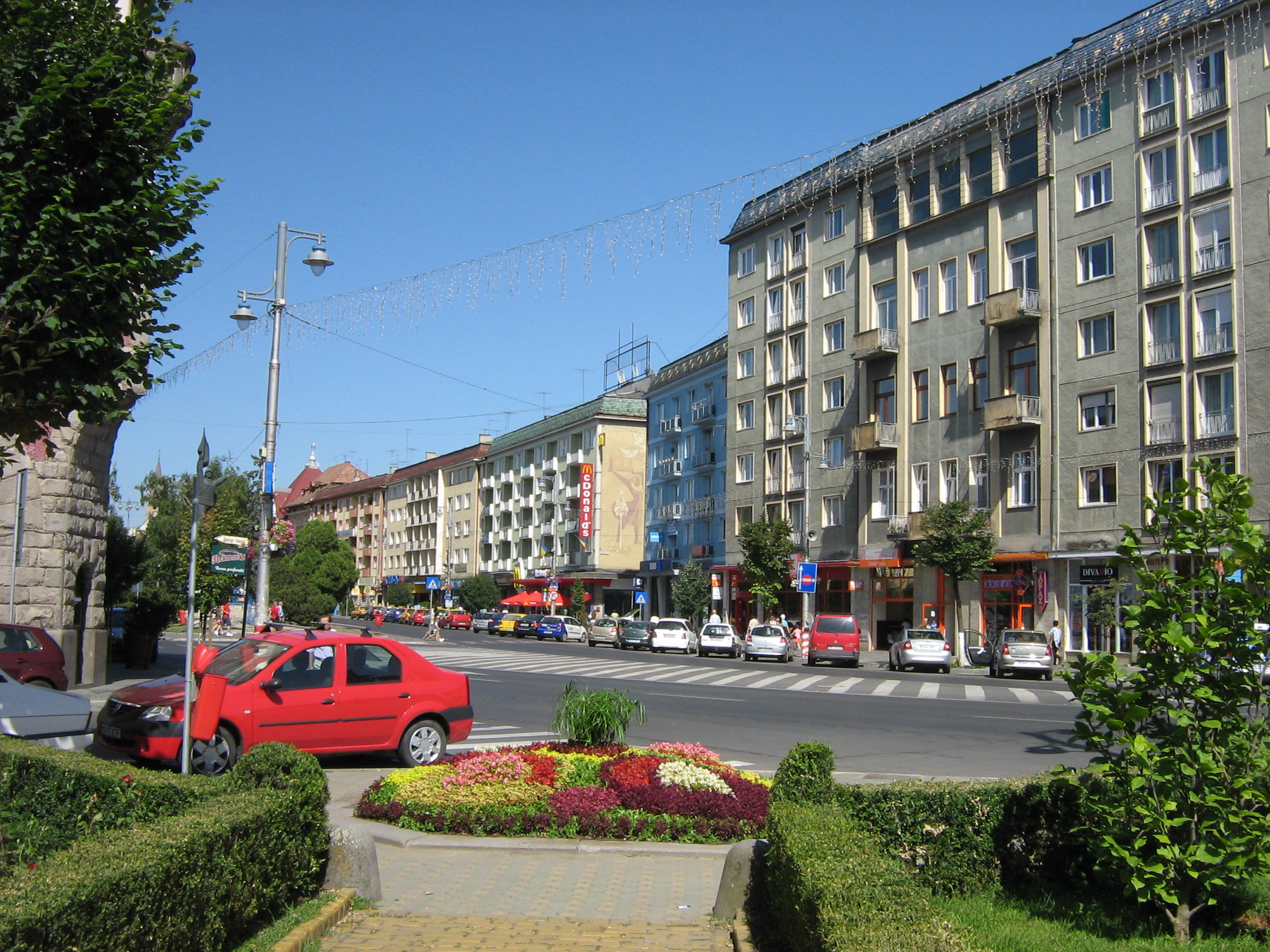
Centru
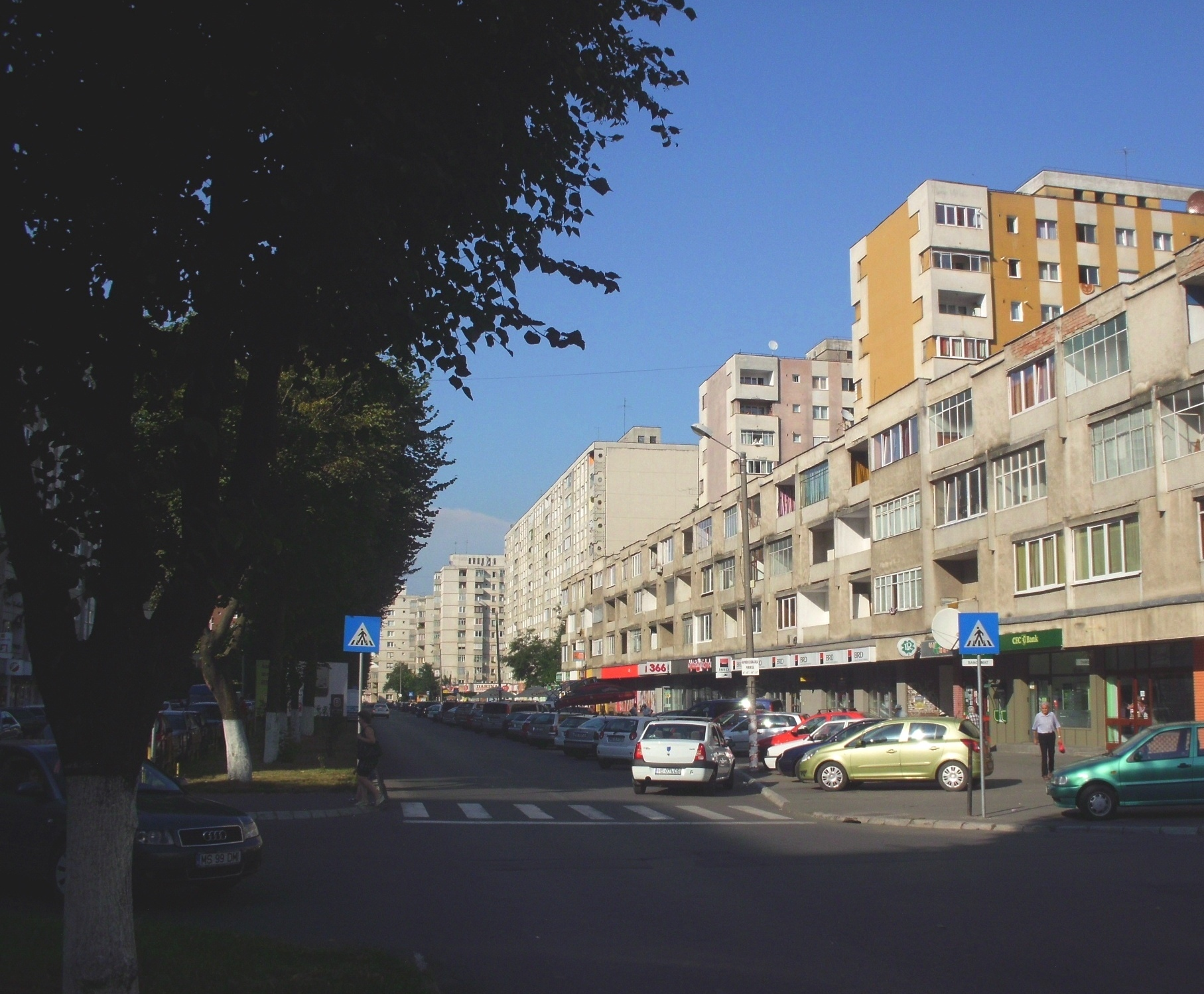
Dâmbul Pietros
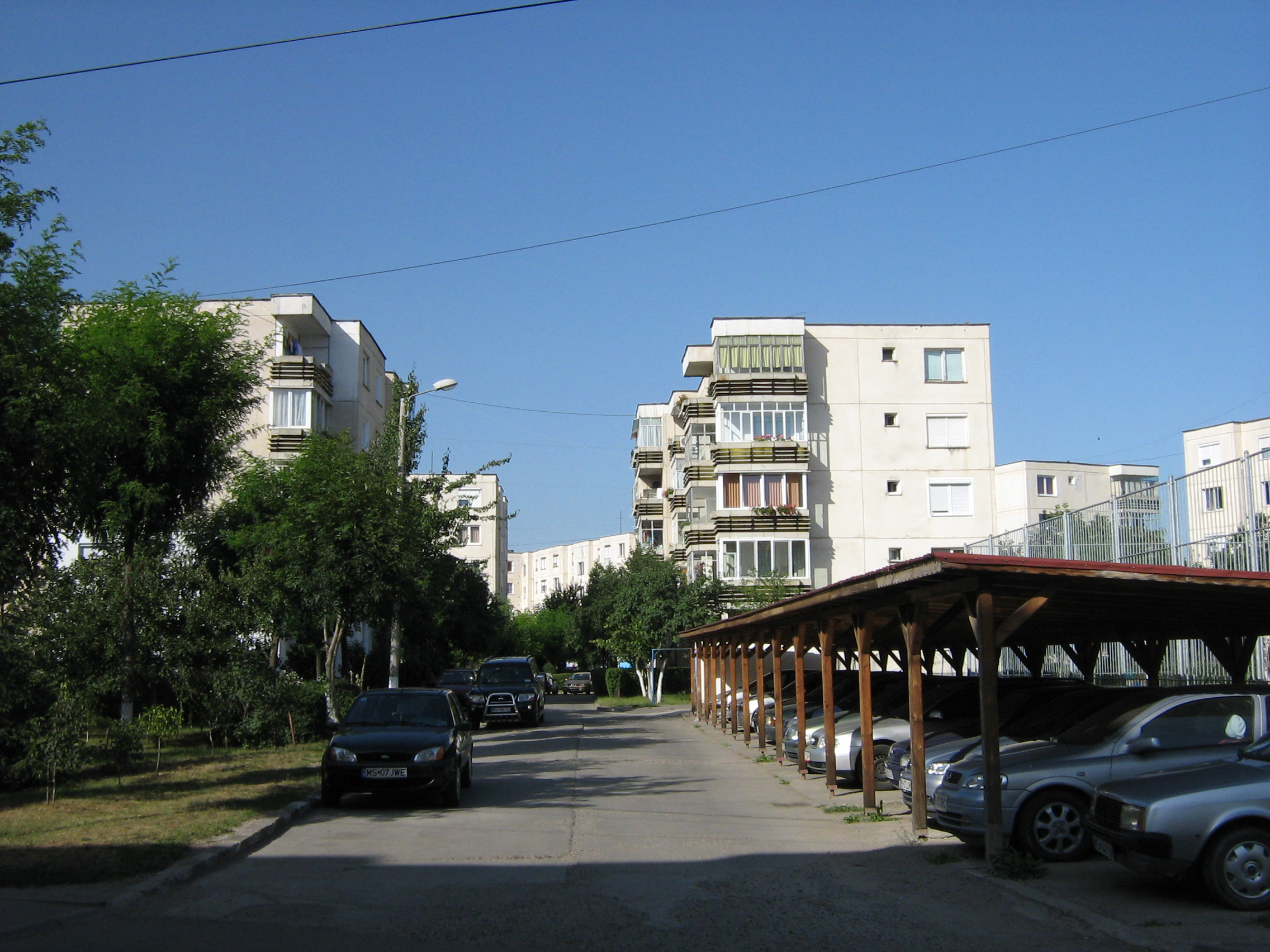
Cartierul Unirii
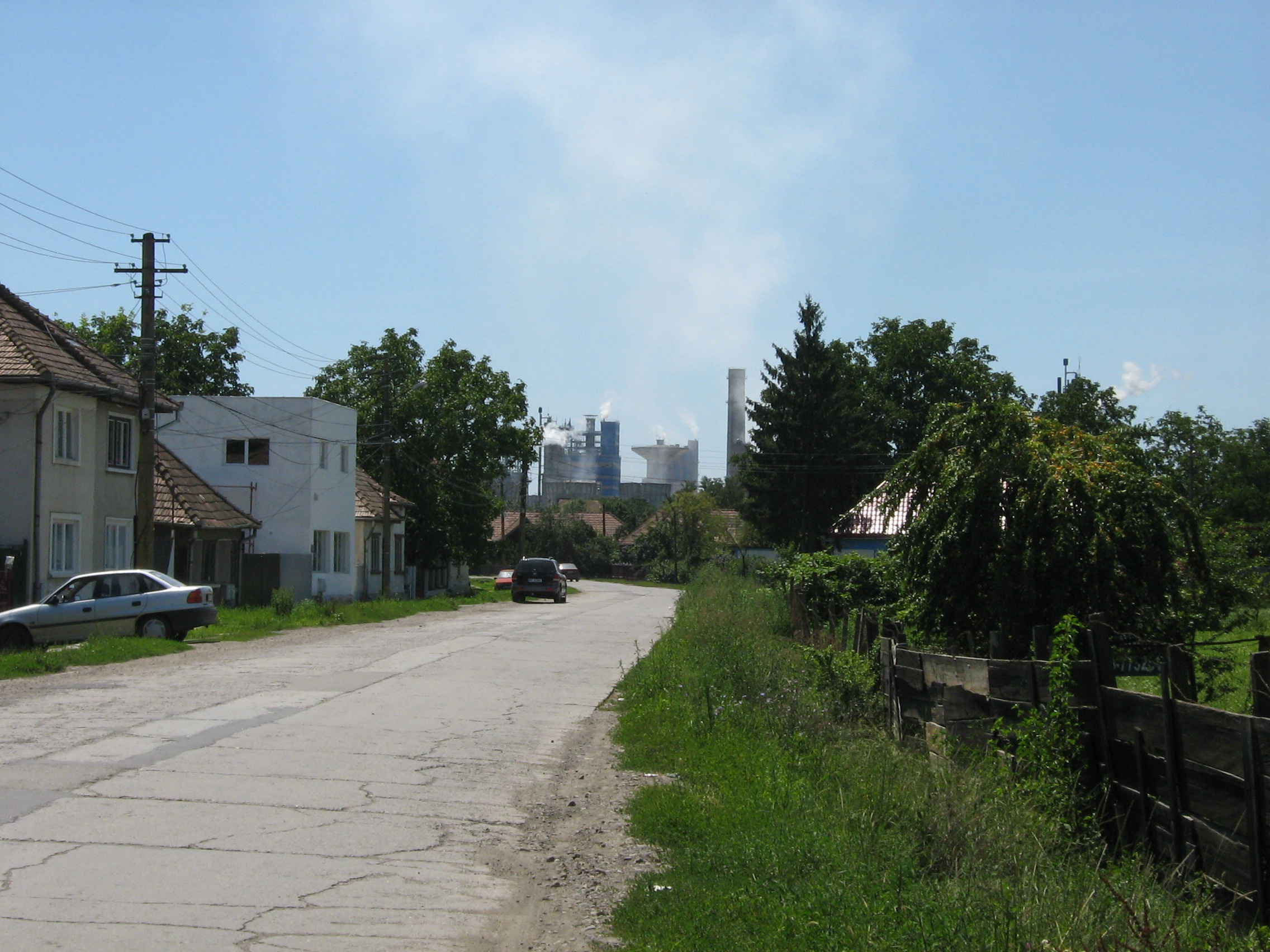
Mureșeni

## Zona metropolitană Târgu Mureș
Municipiul este centrul Zonei Metropolitane Târgu Mureș, ce cuprinde lângă reședința județului Mureș 12 comune învecinate acestuia, constituită în scopul creării de noi oportunități de afaceri, al construcției și amenajării de locuințe și locuri de recreere, al atragerii de investiții mai consistente, și al coordonării mai bune a proiectelor de mediu și infrastructură.